# آرشي غراي
آرشي غراي (بالإنجليزية: Archie Gray)‏ (24 أغسطس 1878 في المملكة المتحدة - 1 يناير 1950) هو لاعب كرة قدم بريطاني (وحمل سابقاً جنسية المملكة المتحدة لبريطانيا العظمى وأيرلندا) في مركز الظهير. شارك مع منتخب اسكتلندا لكرة القدم. أما مع النوادي، فقد لعب مع نادي أرسنال ونادي فولهام ونادي هيبرنيان ورابطة كرة القدم الاسكتلندية الحادية عشر ‏.

## وصلات خارجية
- آرشي غراي على موقع الاتحاد الإسكتلندي (الإنجليزية)